# Sarotherodon lamprechti
Sarotherodon lamprechti är en fiskart som beskrevs av Neumann, Stiassny och Ulrich K. Schliewen 2011. Sarotherodon lamprechti ingår i släktet Sarotherodon och familjen Cichlidae. Inga underarter finns listade i Catalogue of Life.